# 1900-as párizsi világkiállítás
Az 1900-as párizsi világkiállítást (Exposition Universelle) 1900. április 14-től november 12-ig rendezték meg Párizsban, hogy megünnepeljék az elmúlt évszázad eredményeit és felgyorsítsák a fejlődést a következőre. A kiállítást majdnem 50 millióan látogatták meg, és több technológiai újítást mutattak be, a dízelmotortól a mozgójárdán át a liftig. Ez a kiállítás hívta fel a világ figyelmét az art nouveau stílusra is. Jelentősebb építmények, amelyeket bemutattak a fesztiválon: a Grand Palais, a Petit Palais, a Pont Alexandre-III, a Gare d'Orsay vasútállomás (ma Musée d’Orsay) és a párizsi metró két eredeti bejárata, amelyet Hector Guimard épített.
A világkiállítás teljes területe (216 hektár) tízszer nagyobb volt, mint az 1855-ös kiállítás területe.

## Szervezés
Az első világkiállítást 1851-ben tartották Londonban. III. Napóleon császár elment erre a kiállításra, és le volt nyűgözve. Az ő szervezésében alakult meg az első francia világkiállítás, amelyet 1855-ben tartottak Párizsban. Célja a francia kereskedelem, technológia és kultúra hirdetése volt. Ezt 1867-ben követte a harmadik, a következőt majd a császár 1870-es bukása után, 1878-ban tartották. Ezután 1889-ben szerveztek világkiállítást. Az 1900-as világkiállítás tervezése 1892-ben kezdődött meg, Carnot elnök irányításával. Carnot elhunyt a világkiállítás megnyitása előtt. A világkiállítást végül Émile Loubet elnök nyitotta meg 1900. április 14-én.

## A kiállításon bemutatott magyar alkotások, termékek
- Fadrusz János: Mátyás király lovasszobra (gipszmakett)
- Holló Barnabás: Wesselényi Miklós emléktáblája
- Kőbányai Király Serfőzde Rt. Király nevű söre (Grand Prix díjjal jutalmazták)[5]
- Zala György: Gábriel arkangyal (Grand Prix díjjal jutalmazták)[forrás?]